# Sauber C36
El Sauber C36 es un monoplaza de Fórmula 1 diseñado por Sauber F1 Team para competir en la Temporada 2017 de Fórmula 1. La unidad de potencia, el sistema de transmisión de ocho velocidades y el sistema de recuperación de energía son de Ferrari de la Temporada 2016 de Fórmula 1. El coche es conducido por el sueco Marcus Ericsson y el alemán Pascal Wehrlein. También fue pilotado por el italiano Antonio Giovinazzi en el Gran Premio inaugural en Australia y China, en sustitución de Wehrlein por lesión.

## Presentación
El C36 se mostró en un evento En línea por primera vez el 20 de febrero de 2017.

## Resultados
(Clave) (negrita indica pole position) (cursiva indica vuelta rápida)

| Año  | Motor                | Neu. | N.º | Pilotos            | 1   | 3   | 2   | 4   | 5   | 6   | 7   | 8   | 9   | 10  | 11  | 12  | 13  | 14  | 15  | 16  | 17  | 18  | 19  | 20  | Puntos | Pos. |
| ---- | -------------------- | ---- | --- | ------------------ | --- | --- | --- | --- | --- | --- | --- | --- | --- | --- | --- | --- | --- | --- | --- | --- | --- | --- | --- | --- | ------ | ---- |
| 2017 | Ferrari 061 V6 Turbo | P    |     |                    | AUS | CHN | BHR | RUS | ESP | MON | CAN | AZE | AUT | GBR | HUN | BEL | ITA | SIN | MYS | JPN | USA | MEX | BRA | ABU | 5      | 10.º |
| 2017 | Ferrari 061 V6 Turbo | P    | 9   | Marcus Ericsson    | Ret | 15  | Ret | 15  | 11  | Ret | 13  | 11  | 15  | 14  | 16  | 16  | 18† | Ret | 18  | Ret | 15  | Ret | 13  | 17  | 5      | 10.º |
| 2017 | Ferrari 061 V6 Turbo | P    | 36  | Antonio Giovinazzi | 12  | Ret |     |     |     |     |     |     |     |     |     |     |     |     |     |     |     |     |     |     | 5      | 10.º |
| 2017 | Ferrari 061 V6 Turbo | P    | 94  | Pascal Wehrlein    | TD  |     | 11  | 16  | 8   | Ret | 15  | 10  | 14  | 17  | 15  | Ret | 16  | 12  | 17  | 15  | Ret | 14  | 14  | 14  | 5      | 10.º |